# Miguel Pereira
Miguel Pereira   (San Salvador de Jujuy, 12 d'abril de 1957) és un director de cinema argentí. Ha obtingut set premis internacionals, entre ells l'Ós de Plata i el Còndor de Plata per La deuda interna.

## Carrera
Pereira va ser estudiant de cinema a la London Film School a principis dels anys vuitanta i es va graduar el 1982. La seva pel·lícula destacada com a director i, també la primera, va ser La deuda interna (1988), una coproducció argentina i britànica, que va guanyar nombrosos premis al 38è Festival Internacional de Cinema de Berlín, inclòs l'Ós de Plata.
Del 2002 al 2008 va ser el president del Festival Internacional de Cinema de Mar del Plata, un prestigiós festival que té lloc cada any durant el mes de març a Mar del Plata, Argentina. Es considera un festival de "categoria A", juntament amb festivals com Cannes, Berlín o Venècia.
En el període 2016-2019 fou president de Radio y Televisión Argentina.

## Filmografia

### Director
- El destino (2007)
- La saga de Cirilo Donaire (telefilm - 2003)
- Rosario Qispe... una mujer perseverante (corto - 2002)
- Historias de Argentina en Vivo (2001)
- Un lugar llamado Jujuy (corto - 2000)
- La transformación es el camino (1999)
- Leyendo en todas las escuelas del país (corto - 1999)
- Con palabras... Jujuy (corto - 1998)
- Ricardo Ríos... sueños de arcilla (corto - 1998)
- De la puna a la selva (corto - 1998)
- Che... Ernesto (1997)
- 400 veces Jujuy (corto - 1993)
- La última siembra (1991)
- La deuda interna (1988)
- El futuro verde del NOA (corto - 1985)
- Ecos sobre los Andes (mediometraje - 1983)

### Guionista
- El destino (2007)
- Rosario Qispe... una mujer perseverante (corto - 2002)
- La última siembra (1991)
- La deuda interna (1988)
- Ecos sobre los Andes (mediometraje - 1983)